# Zsombó
Zsombó je vas na Madžarskem, ki upravno spada pod podregijo Szegedi Županije Csongrád.